# Лесото
Кралство Лесото е парламентарна монархия в Южна Африка. Топонимът „Лесото“ значи страна на говорещите езика сесото. Национален празник е 4 октомври – ден на независимостта (1966). Страната представлява анклав – обградена е изцяло от РЮА.

## География
Площта на Лесото е 30 355 km². Най-забележителният географски факт за Лесото, освен че е анклав, e че страната е единствената независима държава, която се разполага напълно на над 1000 m надморска височина. Най-ниската точка на Лесото се намира на около 1400 m надморска височина и над 80% от страната са разположени на над 1800 m. Релефът е планински. Лесото е разположен в пределите на платото Басуто (средна височина 2300 – 3000 m), с наклон изток – запад, силно разчленено от река Оранж и притоците Каледън и Корнетспруит, които са издълбали приказни проломи и дълбоки долини. В средната част са планините Таба Путсоа и Малоти (връх Монт о Сурс, 3267 m). На юг и на изток Лесото се огражда от Драконовите планини с най-високия връх на Южна Африка – Каткинпик (3650 m). В планините на Лесото се намират изворите на над 200 реки на Южна Африка. Климатът е рязко континентален. Средната температура е 32 °C през лятото (октомври – март) и 6 – 7 °C през зимата в така наречените Ниски земи по протежение на западната и южната граница. Зимата (юни – юли) е по-сурова в планинската част, така наречените Високи земи. Дъждовният период продължава от октомври до април (средногодишни валежи – 710 mm). Природните ресурси са слабо проучени. Има находища на диаманти (на север), желязна руда, каменни въглища. Има данни за мед, злато, азбест.

### Флора
Поради голямата височина над морското равнище, през цялата година са възможни нощни слани, които пречат за отглеждането на субтропични култури. Растителността е главно степна. В източните части (1800 – 3000 m) преобладава алпийска ливадна растителност.

### Фауна
Някои от присъщите за Южна Африка хищници, копитни (зебри, антилопи и др.), птици (щрауси и др.).

## Климат
Поради надморската си височина, през цялата година Лесото остава по-хладно от другите райони на същата географска ширина. През лятото често има гръмотевични бури. В Масеру и заобикалящите го низини често температурата достига 30 °C през лятото. Зимите могат да бъдат доста студени и в низините температурите падат до -7 °C, а в по-високите части до -18 °C. Снегът е често срещан в пустините и ниските долини от май до септември, а в по-високите части на страната почти целогодишно.

## История
Народът басуто се установява в района на Трансваал още в 16 в. Обединението на племената става в началото на 19 в. при Мошешу I –, вождът на баквена (племе в Северен Басутоленд). През 1868 г. е установен британски контрол (протекторат). През 1907 г. се създава Прогресивната асоциация на Басутоленд, която се бори за реформи. След Първата световна война се ражда и първата политическа партия – Лехотла ла бафо (Лига на бедните), която иска ликвидация на колониалната власт и демократизация на обществения живот. Нов подем в националноосвободителното движение настъпва след Втората световна война. В 1952 г. група членове на Лехотла ла Бафо организират нова партия – Африкански конгрес на Басутоленд, наречена от 1959 г. Партия на конгреса на Басутоленд. Тя се обявява за незабавно предоставяне на вътрешно самоуправление, а след това за пълна независимост. През 1957 г. се основава нова политическа организация – Национална партия на Басутоленд под водачеството на Леабуа Джонатан. На 5 май 1962 г. се свиква учредителният конгрес на комунистическата партия. През 1965 г. на Басутоленд е предоставено вътрешно самоуправление. При проведените избори побеждава Националната партия, която образува правителство. На 4 октомври 1966 г. Басутоленд получава независимост, като новата държава се назовава Кралство Лесото. На 27 януари 1970 г. парламентарните избори са спечелени от опозиционните партии, но правителството на Л. Джонатан анулира изборите и обявява извънредно положение. През 1973 г. е създадено Временно събрание от 93 назначени членове. Разработва се нова конституция на страната. Политическото положение все още не е стабилно. Част от разцепилата се през януари 1974 г. Партия на конгреса с нейния лидер Н. Мохеле (който е в изгнание) не одобрява режима и предизвиква безредици през януари 1974 г. и цялата 1979 г. Отношенията с ЮАР не са дружелюбни поради въоръжените провокации и терористични акции на Претория срещу Кралство Лесото, което се противопоставя на политиката на апартейд и расова дискриминация и подкрепя народа на Южна Африка в борбата му за свобода и независимост.

## Държавно устройство
Съгласно действащата конституция от 1993 г. Лесото е конституционна монархия, с монарх като държавен глава. В случаите, когато кралят не е достигнал необходимата възраст, е извън територията на страната или не може да управлява страната поради болест, регентът управлява страната. Кралят изпълнява главно церемониални функции, той е „жив символ на национално единство“ без изпълнителни или законодателни функции, според традицията колегията на началниците определя кой ще бъде наследникът и регентът, ако е необходимо, а също и да отстрани монарха.
Съгласно конституцията кралят назначава за министър-председател член на националното събрание (долната камара на парламента), който е лидер на политическа партия или коалиция с мнозинство от членовете на националното събрание.
Двупалатният парламент на Лесото се състои от горна камара (Сенат) и долна камара – Национално събрание. Сенатът се състои от 33 членове, от които 22 са главните вождове на племената или техните назначени лица, а 11 се назначават от краля по предложение на държавния съвет. 120 членове на Народното събрание се избират от населението за 5-годишен мандат.

## Административно деление
Лесото е разделена на 10 области:
1. Береа
2. Бута-Буте
3. Лерибе
4. Мафетенг
5. Масеру
6. Мохалес-Хук
7. Мокотлонг
8. Цгачас-Нек
9. Цгутинг
10. Таба-Цека

## Стопанство
При неблагоприятните природни условия и изцяло обграден от територията на ЮАР, Лесото поддържа икономически напредък благодарение на чувствителната международна помощ, на увеличаващите се приходи от митническия съюз с ЮАР и преводите на мигриращата работна ръка.

### Селско стопанство
От 2,3 млн. ха селскостопанска площ (75% от територията на страната) само 310 хил. ха се разработват (13%). Делът на селскостопанското производство е 26%. Произведеното от натуралния сектор задоволява едва 70% от нуждите на страната. Останалото се внася от ЮАР. Животновъдството е основен отрасъл на селското стопанство. Отглеждат се главно овце и ангорски кози. По производството на мохер Лесото е на 4-то място в света.

### Промишленост
Делът на промишлеността е едва 12%. Добивна промишленост: само добив на диаманти – богатството на страната. Чужди фирми финансират търсенето на въглища и ценни минерали. Стимулира се притокът на чужд капитал. Първата обувна фабрика е открита през 1978 г. в Мапуце. В областта на енергетиката Лесото има голям хидроелектрически потенциал – пълноводни и бързи реки. Първата ВЕЦ е открита в Мациенг през 1965 г. Лесото е свързан с електроснабдителната мрежа на ЮАР.
Паричната единица е лоти (мн. ч. – малоти), въведена на 17 януари 1980 г. 1 лоти = 100 лисенте. Емисионен институт – Южноафриканска резервна банка. Бюджетът е винаги дефицитен.

## Население
Населението на Лесото е 2 067 000 милиона души като 25% градско население и 75% – селско. Гъстотата на населението по планинските части е по-малка отколкото в низините и равнините. Въпреки че мнозинството от населението – 57,6% – е между 15 и 64 години, процентът на младежите е твърде голям – 37%. Годишният прираст на населението е -0,46%. Населението е басуто (99%), от южната група на семейството банту. Главни градове: столица Масеру, Береа, Хлоце, Мохалед Хоек, Рома, Лерибе, Мафетенг, Бута Буте. Преобладават родовообщинните отношения.

### Религия
Християнството е доминиращата религия в Лесото. 90% от населението на Лесото са християни. Католиците, най-голямата религиозна група, съставляват около 45 процента от населението. Евангелистите съставляват 26 процента от населението, а англиканците и други християнски групи съставляват около 19 процента. Останалите 10 процента изповядват други религии.

### Език
Официалните езици са два – сесото и английски. Сесото се говори от народа и се преподава в основните училища.

## Социална сфера
В Лесото се смята, че 65% от населението на 15 и повече години е грамотно. По този начин Лесото има едно от най-високите нива на грамотност в Африка, отчасти защото Лесото инвестира над 12% от своя БВП в образование. За разлика от повечето страни, Лесото има по-висок процент на грамотност сред жените (64,5%), отколкото сред мъжете. В село Рома, на 34 км от столицата, се намира Националният университет в Лесото.
Продължителността на живота в Лесото през 2016 г. е 51 години за мъжете и 55 години за жените. Детската смъртност е около 8,3%. През 2019 г. продължителността на живота се изчислява на 52 години за мъже и жени.
През 2018 г. процентът на разпространение на HIV/СПИН в Лесото при възрастни е 23,6%, което го прави вторият най-висок в света след Есватини. В страната има най-високата честота на туберкулоза в света.

## Култура
Националният химн на Лесото е „Лесото Фатше Ла Бо-нтата Рона“, което буквално се превежда на „Лесото, земя на нашите предци“. Традиционният стил на жилище в Лесото се нарича мохоро. Много по-стари къщи, особено в по-малките градове и села, са от този тип, като стените обикновено са изградени от големи камъни, циментирани заедно. В наши дни се използват и печени кални тухли и особено бетонни блокове, като все още често се срещат соларните покриви, въпреки че често се заменят с гофрирани покривни листове.
Традиционното облекло се нарича одеяло басото, направено предимно от вълна. Те са повсеместни в цялата страна през всички сезони и се носят по различен начин от мъже и жени. Morija Arts & Cultural Festival е виден фестивал за изкуства и музика на сесото. Той се провежда ежегодно в историческия град Мория, където първите мисионери пристигат през 1833 година.
Кухнята на Лесото включва африкански традиции и британски влияния. Националното ястие на Лесото е Мотохо, ферментирала каша от сорго, ядена в цялата страна. Тъй като Лесото има ограничени хранителни ресурси, по-голямата част от семействата в страната отглеждат собствена храна и добитък, за да издържат себе си и семействата си.
Някои основни храни включват папа - царевична каша, покрита със сос, състоящ се от различни зеленчуци. Чаят и бирата, приготвени на местно ниво, са популярен избор за напитки.